# Les lleis de la frontera
Les lleis de la frontera (títol original en castellà, Las leyes de la frontera) és una pel·lícula espanyola de cinema quinqui dirigida per Daniel Monzón i basada en la novel·la homònima de 2012 de Javier Cercas. És protagonitzada per Marcos Ruiz, Begoña Vargas i Chechu Salgado. Gravada originalment en castellà, s'ha doblat al català per TV3.

## Sinopsi
Estiu de 1978. Ignacio Cañas (Marcos Ruiz) és un estudiant de 17 anys introvertit i una mica inadaptat que viu a Girona. En conèixer al Zarco (Chechu Salgado) i a Tere (Begoña Vargas), dos joves delinqüents del barri xinès de la ciutat, es veu immers en una carrera imparable de furts, robatoris i atracaments. És la història en la que Nacho es fa gran, travessant la línia que hi ha entre el bé i el mal, entre la justícia i la injustícia.

## Repartiment
- Marcos Ruiz com Ignacio Cañas
- Begoña Vargas com Tere
- Chechu Salgado com Zarco
- Carlos Oviedo com Guille
- Xavier Martín com Gordo
- Daniel Ibáñez com Piernas
- Jorge Aparicio com Chino
- Víctor Manuel Pajares com Drácula
- Cintia García com Lina
- Guillermo Lasheras com Víctor
- Carlos Serrano com Cuenca
- Xavi Sáez com Hidalgo
- Josep Tosar com Inspector Vives
- Santiago Molero com Ignacio
- Ainhoa Santamaría com Rosa
- Elisabet Casanovas com Cristina
- Pep Cruz com Señor Tomás
- Estefanía de los Santos com Merche
- Catalina Sopelana com Paqui
- Mabel del Pozo com Colette
- Nina Pomodoro com Catherine
- Paula Waymore com Delphine
- Anna Caterina com Valentina
- Krishna Salleras com Max
- Rafa Valls com Pau
- Oriol Cervera com Batista
- Marc Balaguer com Jordi

## Producció

### Rodatge
L'autor del guió va ser Jorge Guerricaechevarría. Produït per Ikiru Films, La Terraza Films i Atresmedia Cine en col·laboració amb Buendía Estudios i Las leyes de la frontera AIE, la pel·lícula va rebre finançament de l'ICAA. Netflix va assegurar els drets internacionals. Té un pressupost reportat de 7 milions d'euros.

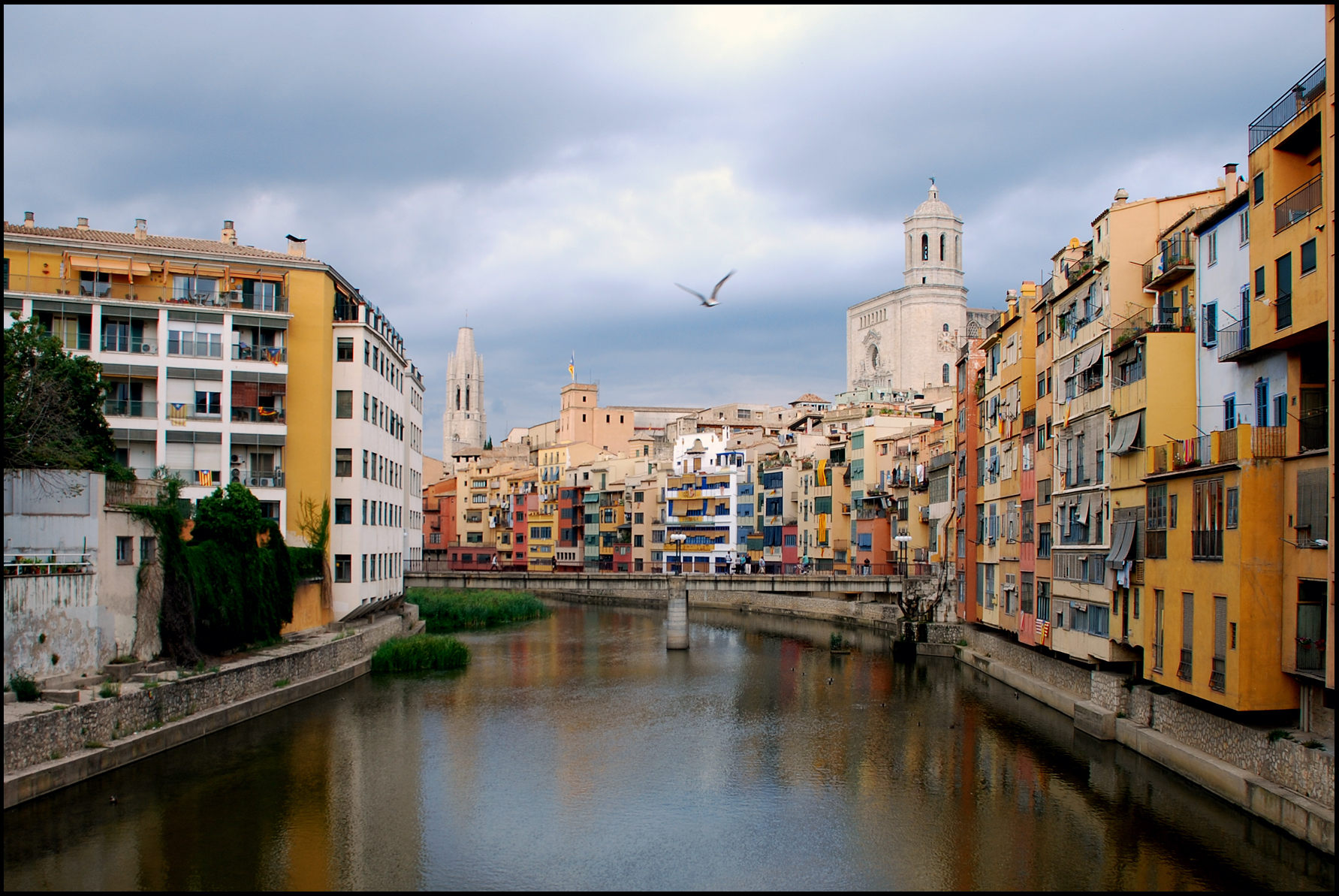
Part del rodatge es va fer a Girona.

El rodatge va començar al setembre de 2020 i es va estendre durant 9 setmanes, filmant en diferents localitzacions de Catalunya, entre les quals destaquen Girona, Manresa, Montblanc i la costa del Garraf, entre d'altres. El rodatge va finalitzar el novembre del mateix any. Balter Gallart fou el director artístic i Carles Gusi el director de fotografia.

### Estrena
El tràiler va ser llançat al juny de 2021, amb l'anunci que la data d'estrena de la pel·lícula seria a la tardor del mateix any. La pel·lícula es va pre-estrenar al Festival Internacional de Cinema de Sant Sebastià en la secció no oficial, donant el tancament al festival abans de la gala de clausura. Posteriorment, es va estrenar oficialment a sales el 8 d'octubre.

## Recepció
Fausto Fernández de Fotogramas va donar a la pel·lícula 4 sobre 5 estrelles, destacant positivament el triangle format pels personatges Nacho, Tere i Zarco.
Philipp Engel de Cinemanía li va donar 3½ sobre 5 estrelles. Va escriure que l'actuació principal de Begoña Vargas s'acaba menjant la dels dos intèrprets principals masculins. Va considerar que l'ambient "a mig camí" funciona.
Josu Eguren d' El Correo va donar a la pel·lícula 2 sobre 3 estrelles. Va considerar que la pel·lícula era "estimulant la reflexió sobre la bretxa entre la memòria i la nostàlgia" tan generalitzada. en el discurs històric contemporani espanyol però finalment dominat per "monòlegs digressius tramposos transformats en imatges".
Federico Marín Bellón d' ABC ha donat a la pel·lícula 4 estrelles sobre 5, considerant-la "un retrat magnífic, una mirada nova i estilitzada" de l'època ja àmpliament retratada pel gènere quinqui.

## Premis i nominacions
| Any  | Premi                  | Categoria                               | Nominat | Resultat  | Ref           |
| ---- | ---------------------- | --------------------------------------- | --- | --------- | ------------- |
| 2022 | IX Premis Feroz        | Millor actor de repartiment             | Chechu Salgado | Nominat   | [ 17 ]        |
| 2022 | IX Premis Feroz        | Millor tràiler                          | Miguel Ángel Sanantonio | Nominat   | [ 17 ]        |
| 2022 | 77nes Medalles del CEC | Millor pel·lícula                       | Millor pel·lícula | Guanyador | [ 18 ]        |
| 2022 | 77nes Medalles del CEC | Millor actor secundari                  | Chechu Salgado | Nominat   | [ 18 ]        |
| 2022 | 77nes Medalles del CEC | Millor actor revelació                  | Chechu Salgado | Guanyador | [ 18 ]        |
| 2022 | 77nes Medalles del CEC | Millor guió adaptat                     | Jorge Guerricaechevarría, Daniel Monzón | Guanyador | [ 18 ]        |
| 2022 | XXXVI Premis Goya      | Millor guió adaptat                     | Daniel Monzón & Jorge Guerricaechevarría | Guanyador | [ 19 ] [ 20 ] |
| 2022 | XXXVI Premis Goya      | Millor cançó original                   | "Las leyes de la frontera" d'Alejandro García Rodríguez, Antonio Molinero León, Daniel Escortell Blandino, José Manuel Cabrera Escot, Miguel García Cantero | Nominat   | [ 19 ] [ 20 ] |
| 2022 | XXXVI Premis Goya      | Millor actor revelació                  | Chechu Salgado | Guanyador | [ 19 ] [ 20 ] |
| 2022 | XXXVI Premis Goya      | Millor maquillatge i perruqueria        | Sarai Rodríguez, Benjamín Pérez, Nacho Díaz | Guanyador | [ 19 ] [ 20 ] |
| 2022 | XXXVI Premis Goya      | Millor direcció artística               | Balter Gallart | Guanyador | [ 19 ] [ 20 ] |
| 2022 | XXXVI Premis Goya      | Millor disseny de vestuari              | Vinyet Escobar | Guanyador | [ 19 ] [ 20 ] |
| 2022 | Premis Gaudí de 2022   | Millor pel·lícula no catalana           | Millor pel·lícula no catalana | Nominat   | [ 21 ]        |
| 2022 | Premis Gaudí de 2022   | Millor Director                         | Daniel Monzón | Nominat   | [ 21 ]        |
| 2022 | Premis Gaudí de 2022   | Millor Actriu                           | Begoña Vargas | Nominat   | [ 21 ]        |
| 2022 | Premis Gaudí de 2022   | Millor Actor                            | Chechu Salgado | Nominat   | [ 21 ]        |
| 2022 | Premis Gaudí de 2022   | Millor Supervisió de Producció          | Goretti Pagès | Nominat   | [ 21 ]        |
| 2022 | Premis Gaudí de 2022   | Millor direcció artística               | Balter Gallart | Guanyador | [ 21 ]        |
| 2022 | Premis Gaudí de 2022   | Millor edició                           | Mapa Pastor | Nominat   | [ 21 ]        |
| 2022 | Premis Gaudí de 2022   | Millor música original                  | Derby Motoreta's Burrito Kachimba | Nominat   | [ 21 ]        |
| 2022 | Premis Gaudí de 2022   | Millor fotografia                       | Carles Gusi | Nominat   | [ 21 ]        |
| 2022 | Premis Gaudí de 2022   | Millor disseny de vestuari              | Vinyet Escobar | Guanyador | [ 21 ]        |
| 2022 | Premis Gaudí de 2022   | Millor so                               | Isaac Bonfill, Oriol Tarragó, Marc Orts | Nominat   | [ 21 ]        |
| 2022 | Premis Gaudí de 2022   | Millors efectes visuals                 | Raúl Romanillos, Míriam Piquer | Nominat   | [ 21 ]        |
| 2022 | Premis Gaudí de 2022   | Millor maquillatge i perruqueria        | Sarai Rodríguez, Nacho Díaz, Benjamín Pérez | Guanyador | [ 21 ]        |
| 2022 | Premis Gaudí de 2022   | Premi del públic a la millor pel·lícula | Premi del públic a la millor pel·lícula | Nominat   | [ 21 ]        |